# Барщевская, Эльжбета
Эльжбета Барщевская (пол. Elżbieta Barszczewska; 29 ноября 1913 — 14 октября 1987) — польская актриса театра, кино и телевидения.

## Биография
Эльжбета Барщевская родилась в Варшаве. Актёрское образование получила в Государственном институте театрального искусства в Варшаве, который окончила в 1934 г. Дебютировала на сцене в 1934 году в Польском театре в Варшаве. Актриса варшавских театров. Выступала в спектаклях «театра телевидения» в 1961–1983 годах. Умерла в Варшаве, похоронена на кладбище Старые Повонзки.

## Избранная фильмография
- 1934 — Чем мой муж занят ночью? / Co mój mąż robi w nocy?
- 1936 — Пан Твардовский / Pan Twardowski
- 1936 — Прокаженная / Trędowata
- 1937 — Пламенные сердца / Płomienne serca
- 1937 — Ординат Михоровский / Ordynat Michorowski
- 1937 — Знахарь / Znachor
- 1937 — Девушки из Новолипок / Dziewczęta z Nowolipek
- 1938 — Костюшко под Рацлавицами / Kościuszko pod Racławicami
- 1938 — Последняя бригада / Ostatnia Brygada
- 1938 — Профессор Вильчур / Profesor Wilczur
- 1938 — Граница / Granica
- 1939 — Ложь Кристины / Kłamstwo Krystyny
- 1939 — Три сердца / Trzy serca
- 1939 — Гений сцены / Geniusz sceny
- 1939 — Над Неманом / Nad Niemnem
- 1956 — Ежи Лещинский / Jerzy Leszczyński (документальный)
- 1977 — Ритм сердца / Rytm serca

## Признание
- 1946, 1953 — Золотой Крест Заслуги.
- 1947 — Награда Министра иностранных дел Польши.
- 1949 — Орден «Знамя Труда» 2-й степени.
- 1955 — Государственная премия ПНР 2-й степени.
- 1955 — Медаль «10-летие Народной Польши».
- 1959 — Орден «Знамя Труда» 1-й степени.
- 1966 — Нагрудный знак 1000-летия польского государства.
- 1968 — Заслуженный деятель культуры Польши.
- 1977 — Награда Министра культуры и искусства Польши 1-й степени.
- 1985 — Медаль «40-летие Народной Польши».